# Politikåret 1901

## Händelser
- 1 januari - Statsförbundet Australien grundas.[1] av New South Wales, Queensland, South Australia, Tasmanien, Victoria och Western Australia.[2]
- 15 februari - Giuseppe Zanardelli efterträder Giuseppe Saracco som Italiens konseljpresident.[3]
- 24 januari - Mashonaland och Matabeleland bildar Sydrhodesia, under Brittiska Sydafrikakompaniets administration.[4]
- 1 maj - Rekorddeltagande i Första majdemonstrationerna i Sverige. 18 000 människor deltar i Stockholm, 5 000 människor deltar i Göteborg.
- 23 maj - Sverige inför allmän värnplikt för alla killar.
- 24 juli - Johan Henrik Deuntzer efterträder Hannibal Sehested som Danmarks konseljpresident.[5]
- 14 september - Theodore Roosevelt efterträder mördade William McKinley som USA:s president.[6]

## Val och folkomröstningar
- 21 december: Norge går till kommunalval.

## Organisationshändelser
- Okänt datum – I Nederländerna går det radikala partiet Radikala Förbundet samman med Frisinnade Demokratiska Riksdagsgruppen och bildar det vänsterliberala partiet Frisinnade Demokratiska Förbundet.
- Okänt datum – Det amerikanska socialistiska partiet Socialist Party of America bildas.
- Okänt datum – Det ryska socialistiska partiet Socialistrevolutionära partiet bildas.

## Födda
- 16 januari – Fulgencio Batista, Kubas president 1940–1944 och 1952–1959.
- 20 februari – Muhammad Naguib, Egyptens förste president 1953–1954.
- 6 juni – Sukarno, Indonesiens första president 1949–1967.
- 13 juni – Tage Erlander, partiledare för Sveriges socialdemokratiska arbetareparti 1946–1969, Sveriges statsminister 1946–1969.[7]
- 8 november – Gheorghe Gheorghiu-Dej, Rumäniens president 1961–1965.

## Avlidna
- 13 mars – Benjamin Harrison, USA:s president 1889–1893.
- 24 april – Arvid Posse, Sveriges statsminister 1880–1883.
- 14 september – William McKinley, USA:s president 1897–1901.[8] (mördad)
- Okänt datum – Hilary Johnson, Liberias president 1884–1892.
- Okänt datum – Mariano Ignacio Prado, Perus president 1865–1868 och 1876–1879.

### Fotnoter
1. ↑  ”Australia” (på engelska). World Statesmen. http://www.worldstatesmen.org/Australia.html. Läst 8 november 2012.
2. ↑  ”Australian States” (på engelska). World Statesmen. http://www.worldstatesmen.org/Australian_States.html. Läst 8 november 2012.
3. ↑  ”Italy” (på engelska). World Statesmen. http://www.worldstatesmen.org/Italy.htm. Läst 31 juli 2015.
4. ↑  ”Zimbabwe” (på engelska). World Statesmen. http://www.worldstatesmen.org/Zimbabwe.html. Läst 24 januari 2013.
5. ↑  ”Denmark” (på engelska). World Statesmen. http://www.worldstatesmen.org/Denmark.html. Läst 2 augusti 2015.
6. ↑  ”United States of America”. World Statesmen. http://www.worldstatesmen.org/United_States.html. Läst 2 augusti 2015.
7. ↑  Camilla Jansson (11 juni 2001). ”Seminarium till minne av Tage Erlanders 100-årsdag”. Karlstads universitet. Arkiverad från originalet den 11 mars 2016. https://web.archive.org/web/20160311210817/https://www.kau.se/en/om-universitetet/aktuellt/nyheter/pressmeddelanden/1424. Läst 23 november 2012.
8. ↑  ”United States” (på engelska). World Statesmen. http://www.worldstatesmen.org/United_States.html. Läst 7 november 2012.